# René de Prie
René de Prie (Turenna, 1451 – Abbazia di Lyre, 9 settembre 1519) è stato un cardinale e vescovo cattolico francese.

## Biografia

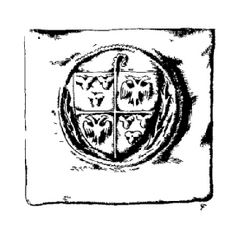
Stemma del cardinale de Prie

Era il figlio di Antoine de Prie, barone di Buzançais, e Madeleine d'Amboise. Suo cugino era il cardinale Georges d'Amboise.
Vescovo di Bayeux dal 3 agosto 1498, papa Giulio II lo elevò al rango di cardinale presbitero di Santa Lucia in Septisolio nel concistoro del 18 dicembre 1506: in seguito optò per il titolo di San Vitale e poi per quello di Santa Sabina.
Nel 1511 fu deposto e scomunicato da papa Giulio II per aver partecipato al Concilio di Pisa, ma venne perdonato nel 1514 da papa Leone X.
Il 18 agosto 1514 venne trasferito alla sede di Limoges, da cui si dimise il 5 dicembre 1516.
Morì il 9 settembre 1519 all'età di 68 anni presso l'abbazia di Notre-Dame de Lyre, nei pressi di La Vieille-Lyre, in Normandia.